# Hendrik Duryn
Hendryk Duryn (Lipcse, 1967. október 8. –) német színész.

## Élete
Rengeteg televíziós sorozatban játszott, de a nézők leginkább a Cobra 12 – Az új csapat című sorozatból ismerhetik. Emellett számos német gyártású filmben vállalt szerepet.

## Filmográfia
| Év   | Magyar cím                    | Eredeti cím                                  | Szerep           |
| ---- | ----------------------------- | -------------------------------------------- | ---------------- |
| 2009 | Tanárok gyöngye               | Der Lehrer                                   | Stefan Vollmer   |
| 2007 |                               | Lilly Schönauer - Liebe gut eingefädelt      | Thomas Berger    |
| 2006 | Apáca a pácban                | Good Girl, Bad Girl                          | Tex              |
| 2006 | Ha nem vigyázol, dühbe jövünk | Hammer & Hart                                | Hart             |
| 2006 |                               | Inga Lindström - Wolken über Sommarholm      | Conrad Rosen     |
| 2003 | Cobra 12 – Az új csapat       | Alarm für Cobra 11 - Einsatz für Team 2      | Frank Traber     |
| 2003 | Mentőkutyák                   | Die Rettungshunde: Hochzeitsreise in den Tod | Tilo             |
| 2001 | A misztikus kard kalandorai   | Lenya - Die größte Kriegerin aller Zeiten    | Gero von Gantern |
| 1985 | A nyomozó                     | Der Fahnder                                  | Petrosjan        |